# Трииглени бодливки
Трииглените бодливки (Gasterosteus) са род актиноптери от семейство Бодливкови (Gasterosteidae).
Таксонът е описан за пръв път от Карл Линей през 1758 година.

## Видове
- Gasterosteus aculeatus – Триигла бодливка
- Gasterosteus islandicus
- Gasterosteus microcephalus
- Gasterosteus nipponicus
- Gasterosteus wheatlandi